# ویکتوریا (مینه‌سوتا)
ویکتوریا، مینه‌سوتا (به انگلیسی: Victoria, Minnesota) یک شهر در ایالات متحده آمریکا است که در شهرستان کارور، مینه‌سوتا واقع شده‌است.

## خصوصیات
ویکتوریا ۲۵٫۳۶ کیلومترمربع مساحت و ۷٬۳۴۵ نفر جمعیت دارد و ۳۰۱ متر بالاتر از سطح دریا واقع شده‌است.